# Arachnospila holomelas
Arachnospila holomelas is een vliesvleugelig insect uit de familie van de spinnendoders (Pompilidae). De wetenschappelijke naam van de soort is voor het eerst geldig gepubliceerd in 1882 door Costa.